# 流星のロックマン3
『流星のロックマン3』（りゅうせいのロックマン3、Shooting Star Rockman 3）は、2008年11月13日にカプコンから発売されたニンテンドーDS専用のアクションRPG。

## 概要
「BLACK ACE」（ブラックエース）、「RED JOKER」（レッドジョーカー）の2バージョンで発売。前作にあった1パッケージ内の2バージョン収録ではなくなり、1バージョンずつのみの搭載となっている。前作にあったWi-Fiコネクションによる対戦、タッチコマンドシステムも形を変えながらも引き継がれている。
システムの大幅な見直しが施されており、タイトルロゴも変更されている。また、世界観も大幅な見直しが施され、時代設定が前作までの220X年から22XX年になった。
現時点での事実上のシリーズ完結作ではあるが、続編・番外編に類するものとして2009年に「ロックマンエグゼ オペレート シューティングスター」が発売されている。

## 各バージョンの違い
- 各ノイズチェンジの発現する確率が異なる。
- ファイナライズの変身が異なる。
- 入手できるギガクラスカードが異なる。

## ストーリー
技術の進歩によって、電波技術は更なる発展を遂げた。しかし、「メテオG」と呼ばれる巨大流星の出現によって、電波ウイルスの凶暴化、ノイズ率上昇によるシステムの暴走が続発するようになる。
サテラポリスとスバルは、新たに開発された端末「ハンターVG」を使い、崩壊を始めた電波世界を救うために奔走する。

## システムの変更点

### 全般
ダブルスクリーンの役割変更
前作までとは逆に、フィールド移動などのゲームのメインが上画面の表示となり、下画面は携帯端末「ハンターVG」のディスプレイ表示となっている。
下画面はサブ画面の操作に使用する他、メイン画面の状況に応じて（メール着信、重要なキーワード登場時など）様々なポップアップが表示され、タッチすることで色々な情報・機能を引き出すことができる。
セーブデータ
前作では1パッケージに収録されている2バージョン毎に1つずつセーブデータの作成となっていたが、今作では1パッケージで1バージョンのため、同じバージョンのセーブデータを2個作ることが可能になり、セーブデータを消さずに別のセーブデータで再度遊ぶことができるようになった。

### 各世界間の移動方法
現実世界 - 電波世界 間の移動
ウェーブホールがなくなり、地上のどこでも電波変換（ウェーブイン）が可能となっている。また、電波変換時のデモもなくなっている。
ウェーブロードと地上は完全に分離され、上空のウェーブロードへはウェーブステーション（後述）を介してのみ移動できる。また地上の特定の地点からは、「ノイズ」と呼ばれる特殊な電波空間へも移動できる。
電波変換解除時は、地上ではその場で、ウェーブロード上では最後に入ったウェーブステーションの前で実体化（ウェーブアウト）する。ノイズ内では電波変換を解除できないが、脱出時に自動的に解除されて現実世界へ戻る。
電波世界 - 電脳世界 間の移動
ウェーブロード上の "ACCESS" と表示されたポイントに立つとポップアップが表示され、それにタッチすることで電脳世界へ移動できる（サイバーイン）。電脳世界からはいつでもウェーブロード上に戻ることが可能（サイバーアウト）。
何らかの理由で電脳世界に入れない場合は、アクセスポントに立ったときにアクセス不能を示す赤いポップアップが表示される。

### バトルカード関連
フォルダ
前作までは編集不能な予備フォルダを含め3つまで所持できたのが、編集可能なフォルダが1つ増え計4つまで所持できるようになった。
また、ノイズチェンジやシークレットサテライトサーバー（ノイズ改造ギアのコマンドが多数書かれた書籍）から専用のフォルダの取得もできるようになった。
ホワイトカード
ブラザーカード（フェイバリットカード）に代わる新システム。自分で作成したフォルダとは別に登録できる、4枚のバトルカードのセット。カードの組み合わせは固定で、自分で指定することは出来ないが、通常では白くないカード（メガクラスやギガクラス含む）もホワイトカードとなっている。
今作ではブラザーバンドを結んだ相手が登録している、この4枚のカードからルーレットでランダムに使用するようになっている。
ウェーブステーションでダウンロードする他、ノイズ改造ギアなどで設定することも可能。
レギュラーカード
フォルダ内のバトルカード内一枚を、バトル開始直後のカスタム画面に必ず現れるように指定できる。ただし指定できるのはスタンダードクラスに限られる。ロックマンエグゼシリーズのレギュラーチップに通じるシステム。

### バトル関連
カスタム画面
前作まではバトルカードが同じ大きさで、規則的に並んで表示されていたが、今作ではバトルカードがポップアップ状に表示されるようになり（規則的に配置されているとは限らず大きくずれている場合があるが基本的に後述の重なる等が起きてなければ問題なく、カスタム画面のチュートリアルでは多少ずれていても問題ないと補足がされている。）重なっているカードは、原則として一番上のものしか選択できない。バトルカードの重なりやすさには法則性があり、またスタンダードと比較してメガカードは一回り、ギガカードは二回り大きく表示され、その分周囲のカードと重なりやすくなっている。
他のカードの下に隠されている（暗転している）バトルカードを選択したい場合、以下の2つの特殊な選択方法で選ぶ。
- シングルユーズ - そのバトルカード1枚のみを選択する。他のバトルカードは一切（ホワイトカードを含め）使用不可。
- サポートユーズ - そのバトルカードを、カードの属性に応じたサポート系のカード（サポートカード）に強制変換する。他のバトルカードと同時に選択できる。

ギャラクシーアドバンス
特定の組み合わせと順番でバトルカードを3枚選択すると融合し、強力なカードに変化する。カスタム画面で変化し、ホワイトカード扱いになる。ただしギャラクシーアドバンスは1ターンに一枚しか融合せず、種類によってはサイズが大きくなり、残し方によっては次のカスタム画面で選択するカードを重ねる可能性がある。
単独のバトルカードにも存在する名前のギャラクシーアドバンス版は、そのカードの後ろにGAがついた名称となる。ライブラリには登録されない。ロックマンエグゼシリーズのプログラムアドバンスに通じるシステム。
ノイズ率
バトル中、新たに「ノイズ率」が表示されるようになった。ノイズ率は、
- 対ウイルス戦では、無属性バトルカードで止めを刺したとき、カードの攻撃力からその時のウイルスのHPを引いた数値
- 対ボス戦では、無属性バトルカードで与えたダメージの半分の数値
- 通信対戦では、属性に関係なくウォーロックアタックで当てたダメージの半分の数値

が加算される。またはメガクラス・ギガクラスを使用した時にも加算される。こちらが攻撃を行わないか逆にダメージを受けると減少する。
ノイズ率はバトルに予測不可能な影響をもたらし、また、後述のノイズチェンジやファイナライズにも影響する。
また、ノイズ率が100%以上の状態で戦闘が終了すると、リザルト画面が赤く変化して倒した敵とは関係のないデータや一度に複数のデータが入手できることがある。
なお、ストーリーをしばらく進めて手に入れるあるアビリティを装備しない限り、ノイズ率は一切表示されず、バトルにも影響しない。
ノイズチェンジ
新変身システム。詳細は後述。
イリーガルカード
ライブラリに登録されない特殊なバトルカード。ノイズ率100%以上の状態で戦闘終了時などに入手できる。
フォルダ設定画面ではライブラリに登録されるバトルカードとの区別のため、カード名が水色の文字で表記される。
イリーガルカードは以下の種類に分類できる。
- 過去作に登場したバトルカード。
- ライブラリに登録される通常のバトルカードの強化版。名前の後ろにXがついている（例外あり）。
- ボスキャラクターを召還するカードでライブラリに登録されるものとは別の技を使用するもの。カード名は使用する技名そのものとなる。
- その他

ノイズのかけら
Gウイルスを倒すかノイズ率100%以上の状態で戦闘が終了すると入手できる。ロックマンエグゼシリーズのバグのかけらと同様、一定数集めるとアイテムと交換してもらえる。
サイドカメラ
ウォーロックアタック使用時のカメラアングルの設定（バトル中にポーズを行ったときに設定可能）に、バトルフィールドの真横から映す「サイドカメラ」が新たに追加された。
パネルの追加、バトルフィールドのサイズ変化
ヒビ、穴パネルが新たに追加された。ヒビパネルは乗ると穴パネルに変化し、穴パネルは飛行能力を持っていなければ上に乗ることができない、ただし、中央が穴パネルになった場合は飛び越すことが出来る。
また、エリアイーターが今作では通信対戦以外でも使用できるようになり、ウイルス戦やボス戦でもバトルフィールドを縮小して戦うことが可能となった。

### その他
ウェーブステーション
現実世界の各所に設置されている端末で、最新のニュースの他、電波世界の地図や周辺で出現するウイルスの情報、ホワイトカードのデータなどが得られる。
また上述の通り、設置個所は地上の電波世界と上空のウェーブロードとをつなぐワープポイントにもなっている。
NPCブラザーバンドの登録数の増加
前作までは主要キャラクターとしかブラザーバンドを結ぶことができなかったが、HELPを求める一部の人物ともブラザーバンドを結ぶことができるようになり、キズナリョクをより多く取得できるようになった。
WARNING表示
Gウイルスやボスに遭遇する前に、警告が表示されるようになった。ただし一度表示された場合、たとえ止まっていてもGウイルスやボスに必ず遭遇し、またサブ画面のオープンやウェーブアウトも出来ない。戦闘を回避するには他のエリアへ移動するかウェーブロードの切れ目を渡るしかない。
ダブルスロットインの廃止
前作までに存在したロックマンエグゼシリーズとのダブルスロットインを利用したシステムは存在しない。なお、本作と同時期に発売されたニンテンドーDSiはダブルスロットインそのものが不可能。

## ノイズチェンジ
ノイズの影響によって外見と性能を変化させる能力。ノイズチェンジを行うには、ゲームを進めると入手できる「エースプログラム（ブラックエース）」か「ジョーカープログラム（レッドジョーカー）」のアビリティを装備した状態で、Gウイルスとの戦闘でのノイズ率が50%以上の状態で勝利すると、バージョンごとに決められたノイズにランダムで変身する。
以降は戦闘中は常にその変身状態になるが、アビリティを外せばノーマル状態へ戻る（再装備することで外す前のノイズに戻れる）。
その後も同じ条件を満たす毎に別のノイズチェンジが発生するが、発生時に、これまでのノイズのままでいるか、新しいノイズに変えるかをプレイヤーが選択することができる。
フォームアウト
ノイズ率0〜49%の状態。フォルムのみが異なる状態で、能力は限定される。
カラーアウト
ノイズ率50%以上の状態。カラーリングもノイズ特有のものに変化し、能力が完全に発現する。カラーアウトすると属性が付くようになり、チャージショットと必殺技「NFB（ノイズフォースビッグバン）」が使用可能となる。弱点の属性の攻撃を受けるとダメージが2倍となり、強制的にノイズ率が0%になってフォームアウトに戻ってしまう。
なお、ノイズ率が100%以上の状態で戦闘に勝利した場合、次の戦闘はノイズ率が50%以上の状態で開始され、最初からカラーアウトの状態で戦うことができる。
マージアウト
カスタム画面でブラザーカード（もしくはライバルノイズ）を選択することで、自分のカラーアウト時の能力に、ブラザーのノイズの能力がプラスされる。チャージショットとNFB、弱点属性、そしてカラーリングはブラザーのノイズのものに上書きされる。解除条件はカラーアウトと同様。

### ノイズの種類
各ノイズは、これまで戦ってきたFM星人の姿に似ているが、これは「ウォーロックの周波数と共鳴したため」とされている。
リブラノイズ
フォームアウト時の能力
- 炎属性カードの攻撃力+10、水属性カードの攻撃力+10

カラーアウト時の追加能力
- 非暗転無属性カードを敵に当てたとき、与えたダメージの5%分HPを回復（最大で100まで）
- チャージショット - サイドスプレッド
- NFB - メテオライトバレッジ
- 弱点 - ブレイク性能

コーヴァスノイズ
フォームアウト時の能力
- 暗転しない炎属性カードの攻撃力+30

カラーアウト時の追加能力
- 毒パネル、HPバグ、ブラックホール系の攻撃無効
- チャージショット - ショッキングフレア
- NFB - アトミックブレイザー
- 弱点 - 水属性

キャンサーノイズ
フォームアウト時の能力
- 暗転しない水属性カードの攻撃力+30

カラーアウト時の追加能力
- 非暗転の水属性攻撃にバブル付加
- チャージショット - バブルショット
- NFB - ダイナミックウェーブ
- 弱点 - 電気属性

ジェミニノイズ
フォームアウト時の能力
- 非暗転のみの電気属性カードの攻撃力+30
- タッグに指定したカードが一緒に出やすくなる「タッグ機能」

カラーアウト時の追加能力
- ソード攻撃にマヒ付加
- チャージショット - ロケットナックル
- NFB - サンダーボルトブレイド
- 弱点 - 木属性

オヒュカスノイズ
フォームアウト時の能力
- 木属性カードの攻撃力+20

カラーアウト時の追加能力
- 非暗転無属性カードに混乱付加
- 混乱及びブラインド無効
- チャージショット - グリーンショット
- NFB - エレメンタルサイクロン
- 弱点 - 炎属性

キグナスノイズ
フォームアウト時の能力
- 無属性カードの攻撃力+10
- エアシューズ
- フロートシューズ

カラーアウト時の追加能力
- 暗転しない風性能カードの攻撃力+30
- チャージショット - フェザーバルカン
- NFB - メテオライトバレッジ
- 弱点 - ソード性能

オックスノイズ
フォームアウト時の能力
- 非暗転のみの炎属性カードの攻撃力+50
- スーパーアーマー装着

カラーアウト時の追加能力
- チャージショット - ヒートキャノン
- NFB - アトミックブレイザー
- 弱点 - 水属性

ヴァルゴノイズ
フォームアウト時の能力
- 暗転しない水属性カードの攻撃力+30
- 凍結、バブル無効

カラーアウト時の追加能力
- チャージショット - アクアウェーブ
- NFB - ダイナミックウェーブ
- 弱点 - 電気属性

クラウンノイズ
フォームアウト時の能力
- 電気属性カードの攻撃力+20
- 召喚系カード初回ターン出現率増加

カラーアウト時の追加能力
- 非暗転無属性カードにブラインド付加
- チャージショット - プラズマショット
- NFB - サンダーボルトブレイド
- 弱点 - 木属性

ウルフノイズ
フォームアウト時の能力
- 暗転しないソード性能カードの攻撃力+30
- クイックゲージ

カラーアウト時の追加能力
- 木属性カードの攻撃力+10
- 木属性カードがオートロックオン
- チャージショット - ショッククロー
- NFB - エレメンタルサイクロン
- 弱点 - 炎属性

なお、各バージョンによってなりやすいノイズチェンジが異なり、ブラックエースの場合は、リブラ・コーヴァス・キャンサー・ジェミニ・オヒュカスになりやすく、レッドジョーカーの場合は、キグナス・オックス・ヴァルゴ・クラウン・ウルフになりやすい。

### ファイナライズ
ノイズ率が200%を突破し、「流星サーバー」へアクセスすることでおこる究極変身（ファイナライズ）と呼ばれる現象。ファイナライズ中は専用のフォルダに変更され、変身時のノイズ率が高いほどその内容（アクセスレベル）が強力なものになる。また、ファイナライズ中は特別なアビリティを使用でき、NFBも専用のものとなる。
変身できるターンは3ターンまでとなっており、3ターン経過（ターン終了時）で自動的に解除されてフォームアウトに戻る。また、ファイナライズ発動と同時にノイズ率は0%に戻る。
なお、ノイズ改造ギアのレゾンカードを使用すると、発動時のアクセスレベルやアクセスターンの増加などが可能となる。
ブラックエース
「エースプログラム」によってファイナライズした姿。スピード型のファイナライズで、専用のフォルダは水・電気・木・無属性のカードが出やすい。
発現する能力は以下の通りになる。NFBはバトルフィールド全体をブラックホールで包み、ノイズで作り出した剣で閉じ込めた敵ごと一刀両断する「ブラックエンドギャラクシー」。
- ウォーロックアタックでのカード攻撃力が2倍
- バスターレベルMAX
- オートロックオン
- クイックゲージ
- エアシューズ
- フロートシューズ

ブラックエースには以下の設定が公開されている。
B.A.ウェーブアナライザー
頭部のパーツ。メテオGのサーバーのデータを解析・受信することができる。
クリムゾンレギュレーター
右腕のパーツ。ノイズの結晶であるクリムゾンを制御でき、クリムゾンを凝縮させたブラックホールを発生させることができる。
ノイズドウィングバーニア
背中の翼の部分で、ノイズを飛行のエネルギーにする。
ノイズウェーブ・デバウアラ
肩と腰と膝のパーツ。ノイズを大量に吸収することができる。
レッドジョーカー
「ジョーカープログラム」によってファイナライズした姿。パワー型のファイナライズで、専用のフォルダは炎・無属性のカードが出やすい。
発現する能力は以下の通りになる。NFBは背後の2機のジェネレーターと右手から発するノイズのレーザーでバトルフィールド全体をなぎ払い、大爆発を起こす「レッドガイアイレイザー」。
- ウォーロックアタックでのカード攻撃力が2倍
- バスターレベルMAX
- スーパーアーマー
- ステータスガード

レッドジョーカーには以下の設定が公開されている。
R.J.コントロールギア
頭部のパーツ。ノイズを制御する機能を持つ。
メテオノイズイレイディエイター
右腕のパーツ。蓄えたノイズを一気に放出して攻撃することができる。
メテオノイズジェネレーター
背中についている2機のジェネレーター。自らノイズを発生させることができる。
クラウドオブクリムゾン
肩と足のパーツ。ノイズが結晶化して身を守る鎧に変化したもの。敵の放つ状態異常を引き起こすプログラムを断ち切っていると考えられる。

### ブライノイズ
リアルブラザーがいない状態で3回以上ノイズチェンジをすると変身することがある姿。チャージショット、NFBはなく、マージアウトも不可能だが、弱点による変身解除もない。リアルブラザーが出来た時点で使用不可になる。
フォームアウト時は暗転しないソード性能のカードの攻撃力を+50し、1ターンに1度だけ攻撃を防ぐ電波障壁を出現させる。カラーアウト時は暗転しない無属性のカードに麻痺効果が付加され、敵にロックオンされてもカーソルを破壊する機能が追加される。さらに、チャージショットの威力が2倍になる。
ブライノイズには以下の設定が公開されている。
プロテクター「ブライ」
両肩、両耳を覆っている。ブライのノイズのみを吸収し、他の電波体のノイズを排除する機能を持つ。これによりマージアウトを不可能にしているとされる。
ビジライズプロディクター
ロックマンのバイザーがブライと同じ形に変形したもの。敵の電波エネルギーを確認でき、ソード性能のバトルカード使用時は、そのエネルギーを断ち切るように振るうことで攻撃力を高めるとされる。
ムーの紋章
頭部についているムーのシンボル。最先端の電波技術でも不可能な事を可能にする。

## タッチコマンドシステム
前作から採用されているシステムで、本作では細かく分類されている。

### ノイズ改造ギア
アビリティの強化を行う。
ノイズドカード
ロックマンのアビリティを強化したりできる。特定の組み合わせで入力すると、ノイズハンドボーナスが発生してさらにアビリティを追加できる。1枚につき1つのアビリティを付け足せるが、同じマークかつ同じ数字のカード、流星マークのカードは1枚しか入力できない。
ホワイトカード
ホワイトカードをダウンロードできる。1枚しか入力できない。
レゾンカード
ファイナライズをカスタマイズできる。ゲーム中にチーム結成後に使用できて、それと同時にレゾンの名前が入力したカードの名前に変わる。シナリオクリア後はリアルブラザーとチーム名を同じにして手を組めばそれぞれのロックマンが強化されるようになる。1枚しか入力できない。

### シークレットサテライトサーバー
フォルダの書き換えを行う。
変身アーカイブ
自分で選んだ好きなノイズに変身できて、それと同時に専用のフォルダ(編集不可能)を使用できる。
バトルカードデータベース
アクセスコードをゲームに入力することで、さまざまなフォルダをカスタム画面にてサテライトサーバーのアイコンを入力することでダウンロードできる。ダウンロードするときフォルダアドレスを入力することになり、3つのフォルダから1つを選択することとなる。

## 登場人物

### メインキャラクター
星河 スバル（ほしかわ スバル）
声 - 大浦冬華
本作の主人公。ウォーロックのオペレーター。ウォーロックとの電波変換によって「ロックマン」へ変身する。
ウォーロック
声 - 伊藤健太郎
スバルのウィザードとして行動するAM星人。スバルとロックマンへ変身する際に融合するが、今作ではロックマンに変身中でも分離して行動できるようになり、戦闘中に彼自身が攻撃をしたり、戦闘時以外においてもロックマンを護衛したりする。アシッドとは仲が悪い。
星河 大吾（ほしかわ だいご）
行方不明となっているスバルの父。依然として電波体として宇宙をさまよい続けている。
星河 あかね（ほしかわ あかね）
スバルの母。事件が起こるたびにいなくなるスバルを見て、彼が大吾のようにいなくなるのではないかと思い心配している。
響 ミソラ（ひびき ミソラ）
アイドル歌手。ハープとの電波変換によって「ハープ・ノート」へと変身する。口調が中性的になるなど、前作に比べやや幼く描かれている。
ハープ
ミソラのウィザードとして行動する、こと座のFM星人。おもにミソラのファッションチェックなどをしている。ウォーロックをからかってよく怒らせている。
白金 ルナ（しろがね ルナ）
スバルの友人。生徒会長になるべくスバル達と「ルナルナ団」を結成する。今作ではネーミングセンスが皆無な一面が露呈する。スバルに気があるような素振りを見せる。
モード
ルナのウィザード。シルクハットに入ったウサギのような姿をしている。バトルはほとんどできないが、高性能なメモリー機能を持っている。
牛島 ゴン太（うしじま ゴンた）
スバルの友人。オックスのオペレーター。オックスと電波変換して「オックス・ファイア」へと変身する。オックスがゴン太のウィザードになってから自分の意志で電波変換出来るようになったが、長時間保つことは難しく本人は長くできるように訓練している。
オックス
声 - 金光宣明
ゴン太のウィザードとして行動する、おうし座のFM星人。ディーラーの策謀によりゴン太が三たびオックス・ファイアになったときに再構築され、何度もゴン太に迷惑を掛けたお詫びとして彼のウィザードになった。炎を自在に操ることができる。
最小院 キザマロ（さいしょういん キザマロ）
スバルの友人。身長が低いことを気にしており、部屋には様々な身長を伸ばすためのトレーニング器具がおかれている。かなりの情報通である。
ペディア
キザマロのウィザード。計算が得意。
暁 シドウ（あかつき シドウ）
声 - 柿原徹也
サテラポリスのメンバーとして活躍するエース。陽気な性格。アシッドのオペレーター。アシッドとの電波変換によって「アシッド・エース」へと変身する。しかし、体への負担が大きいため、長時間の電波変換は不可能である。よくうまい棒を食べている。
終盤、ジョーカーが仕掛けた自爆攻撃からスバル達を庇うためにボロボロの身体で身代わりになり、爆発に巻き込まれて消息不明になる。
アシッド
声 - 相馬幸人
シドウのウィザード。人間と電波変換するためにつくられた人工の電波体で、高い演算能力と素早さを誇る。ウォーロックとは仲が悪い。冷静な性格だが、少々とぼけた一面もある。「ギルティ・スラッシュ」という技を持つ。
ソロ
ムーの末裔。ディーラーがムーのテクノロジーを悪用しているため、ディーラーとは敵対関係にある。ラプラスを剣状に変形させて武器とすることで、電波変換しなくてもある程度の戦闘が可能。
ラプラス
ソロのウィザード。正体不明の電波生命体。剣に変形することができ、ソロ、もしくはブライの強力な武器となる。ストーリー中、何度か言葉を発しようとしているが、すべてソロ（ブライ）に遮られている。

### ディーラー
ミスター・キング
表向きは天才科学者キング博士として、キング財団による寄付で社会に貢献し、多くの孤児を育てている男だが、実態はディーラーのボス。クインティア達の養父でもあるが、彼自身には親としての情はなく、ただ利用しているだけである。メテオGの力を利用することで地球の支配をもくろんでいる。モデルはトランプのキング。
ジョーカー
ミスター・キングに忠実な黒人風の3m近くもある大男。性格は冷静で冷酷で「弱い者に生きる価値はない」と考えている。人間の姿をしているが、その正体はエースPGMと対になるように開発されたノイズ制御プログラムの電波体で、流星サーバーにアクセスすることでファイナライズし、「グレイブ・ジョーカー」に変身する。人間を電波体に変える能力を持つ。
流星サーバーにアクセスするためにサテラポリスに開発されたウィザードだったが、人間に近付けて作りすぎたために自我が強く、自分より格下と見なした人間には従わない存在だった。それゆえに「失敗作」と考えられ処分が検討されたがヨイリー博士の反対により保留。そのことを知って激昂したジョーカーはサテラポリスを脱走。生み出されながらも抹殺されかけた彼は「己の存在意義（レゾン）」に悩み、自分を生み出した人間を支配した時にこそ、「存在意義」が分かるのではないかという期待から、全世界の支配を謳うキングのウィザードとなった。サテラポリスはその失敗を生かして、後継ウィザード「アシッド」を開発することとなる。モデルはトランプのジョーカー。
ハートレス
常にミスター・キングの側にいる女性。キングの信頼も厚いが、ある目的のために行動している。モデルはトランプのハート。
クインティア
ジャックの姉。17歳。ヴァルゴとの電波変換によって「クイーン・ヴァルゴ」へ変身する。元々はある国の王女だった。常に無表情で感情は読み取れない。ロックマン（星河スバル）の調査のために教育実習生としてコダマ小学校に来る。ある「願い」を叶えるためにジャックと共に行動する。モデルはトランプのクイーン。
ヴァルゴ
クインティアのウィザードとして行動する、おとめ座のFM星人。性格は残忍で、いくつもの星を滅ぼしてきた。クインティア達の「願い」に興味を持ち、彼らのウィザードとなる。「キャハハ」という笑い方が特徴。クインティアを「ティア」という愛称で呼ぶ。
ジャック
クインティアの弟。コーヴァスとの電波変換によって「ジャック・コーヴァス」へ変身する。クインティア以外に心を開いていない。クインティアと同じ境遇で育ち、姉と同じ目的の元に行動している。ロックマン（星河スバル）の調査のために転校生としてコダマ小学校にやってくる。モデルはトランプのジャック。
コーヴァス
ジャックのウィザードとして行動する、からす座のFM星人。性格は極悪であり、いくつもの星を滅ぼしてきた。ヴァルゴ同様、ジャック達の「願い」に興味を持ち、彼らのウィザードとなる。

### その他のキャラクター
育田 道徳（いくた みちのり）
スバル達の担任の先生。首からかけている2つのフラスコは、それぞれコーヒーとミルクが入っている。
宇田海 深祐（うたがい しんすけ）
キグナスと電波変換して「キグナス・ウィング」へと変身する。人を疑って生きていく愚かさを学び、改心している。自ら電波変換出来るようになってから、そのデータを分析することにより電波人間や電波変換の仕組みについてすばらしき研究成果をあげ、Project-TCに大きく貢献している。
キグナス
宇田海のウィザード。かつて宇田海を利用していたFM星人キグナスを、宇田海のハンターVGで再構築したもの（そのため元々のキグナスとは別個の存在）。おしゃべりが苦手な宇田海に代わり、様々な交渉を行っている。彼の発明をサポートするのが自分の役目だと認識している。
尾上 十郎（おがみ じゅうろう）
ウルフと電波変換して「ウルフ・フォレスト」へと変身する。コダマ小学校の植木屋として働いている。バトルが好きで、ウルフ以上に相手を前にすると血が騒いでしまう。
ウルフ
元FM星人で、地球が気に入っており十郎のウィザードとして地球に残る。性格は十郎と似ているが、十郎に比べれば控えめ。
木野 マナブ（きの マナブ）
6年生。科学部部長。「ロケットを打ち上げる」というレゾンを持つ。
コイル
マナブのウィザード。語尾に「〜ッチ」とつける。マグネッツの弟で姿は似ている。
マグネッツ
ウィザード。語尾に「〜ッス」とつけ、口癖は「ウイッス!!」。コイルの兄。
スズカ
ミソラの同期の友人。優しい性格の持ち主。ダイヤ・アイスバーンの一件以来、ロックマンのファンになった。スバルのことはいつもミソラが話題にするため覚えている。
アイス
スズカのウィザードにして彼女のマネージャー。スズカを大事に思うあまり、ミソラに激しく嫉妬している。
ストロング
完全自立型ウィザード。シーサーアイランドの環境システムを管理している。自立型ウィザードであり、緩急システムを管理しているだけあって非常に高性能。シーサーアイランドでは「守護神」として崇められている。
ヨイリー
サテラポリス化学部門統括の老婆。WAXAのメインコンピュータを開発した人物。ウォーロックやアシッドを「ちゃん」づけで呼ぶため彼らからは苦手意識を持たれている。
クラーク
ゲーム中には登場せず、公式サイトにてゲームの紹介を務めるサテラポリスのウィザード。バトルはほとんど出来ない。情報公開を経るにつれてノイズによってダメージを負ってしまい、一度は強化される。しかしウイルスを除去するために流星サーバーにアクセスし、レッドジョーカーのような姿に変身するが、体が耐えきれず、結局最初の姿に戻ってしまった。最終的にワームホールに飲み込まれてしまい、姿を消したが、約200年前に行っていた。

### 電波体
公開されている設定は、すべて本作の時点のもの。
ロックマン
トランスコード003。正式名称はシューティングスターロックマン。スバルとウォーロックが電波変換した姿。世界を2度救った英雄として人々に知られている。身長145cm、体重39kg（スバル本人と同じ）。
ノイズの影響によりノイズチェンジ、ノイズと同調するプログラムで（エースプログラムではブラックエース、ジョーカープログラムではレッドジョーカーへと）ファイナライズができる。
ウォーロックの頭部そのものだったロックバスターのデザインが大きく変わり、またそれ以外の細かな部分もマイナーチェンジしている。
ビジライズバイザー
バイザーの部分。スバルのビジライザーが電波変換したもの。敵のデータを解析し、ロックオンサイトを見ることができる。
シューティングスターエンブレム
胸の流星のエンブレム。スバルが父から授かった星型のペンダントが電波変換したもの。
ウォーロックアーム
左腕の部分。前作までと違い、左手甲にウォーロックの赤い目と牙のイメージが残っている以外は、普通の腕の形となっている。バトルカードなどの力でさまざまな武器に変形する。またロックバスターも、拳部分が銃口となる、他のロックマンシリーズのものと同じ形状となる。
カードディスプレイ
新機能。左腕についていて、ハンターVGのバトルカードのデータが収められている。
ウェーブトゥースデバイス
新機能。肩と肘と膝の部分を覆っていて、周囲の電波エネルギーを吸収することができる。
ハープ・ノート
トランスコード004。ミソラとハープが電波変換した姿。身長143cm。体重0kgなのは演奏による攻撃が主体で重さに影響されることがないから。本作ではウェーブバトルに参加せず、イリーガルカードであってもバトルカードで召喚することができない。
フラットライブモニター
頭部を覆っている。イヤフォンやアンプが内蔵されている。
ハミングハート・トランスデューサー
胸を覆っている。ハープ・ノートの歌のエネルギーをアナログ派からパルス派に変換させて衝撃波を発する。
フィーチャリングハープギター
ミソラのギターが電波変換したもので、ハープ・ノートの演奏をサポートする。
イコライズリング
ギターやアンプを制御できる腕輪。
ハープハンドマイク
ギターの頭部についているマイク。雑音を排除できるため正確な演奏が可能になる。
オックス・ファイア
トランスコード005。ゴン太とオックスが電波変換した姿。炎属性。身長310cm、体重288kg。
オックスホーン
頭部の角の部分。オックスタックルの基になっているとされる。
ファイアノズル
口の部分。炎を吐くことができる。
ファイアタンク
腹のハッチの部分。炎の電波エネルギーを蓄えている。
オックスアーム
両腕の部分。肘からは常に炎が出る。
アシッド・エース
トランスコード001。暁シドウとアシッドが電波変換した姿。身長186cm、体重73kg。無属性。
Project-TCにおける人工的な電波変換における初の成功例であり、その戦闘力はクイーン・ヴァルゴを圧倒するほどである。しかし肉体への負荷が大きく、並の人間では耐えきることも出来ず、シドウをもってしても電波変換を持続することは体を蝕むこととなる。モデルはトランプのエース。
アシッドウェーブアナライザー
頭部のパーツ。アシッドの情報収集能力が内蔵されている。
ウィングバーニア
背中の翼の部分。鋭い刃物状になっている。
アンパチリスティックシールド
両腕の盾。弱点の頭部を左右の攻撃から守る機能を持つ。
アシッドブラスター
右手の拳銃型の武器。バトルカードのデータが収められている。
サテラポリスエンブレム
胸の部分についている。電波犯罪対策のスペシャリストであることの証。
ブライ
トランスコード002。ソロが単独で電波変換した姿。何度もスバル（ロックマン）たちの前に立ちふさがり、ラプラスが変形した剣を使い攻撃する。無属性。身長150cm、体重40kg。
ウェーブプレディクター
空間中の電波エネルギーの流れを見ることができるバイザー。
ダークライトハーヴェスター
右手のリストバンド。暗黒の闘気を制御する機能を持つ。
ココウノヤミ
右手にまとう暗黒の闘気。
ムーの紋章
胸の部分についている、ムー人である証。電波障壁の発生源であるとされる。
ウェーブライド・ブーストシステム
両足、左腕についている。電波エネルギーを自由自在に噴出できるブースター。
クイーン・ヴァルゴ
クインティアとヴァルゴが電波変換した姿。水を使った多彩な技を繰り出す。水属性。
ジャック・コーヴァス
ジャックとコーヴァスが電波変換した姿。炎属性。
スペード・マグネッツ
「スペードの称号」のノイズドカードによってマグネッツが暴走した姿。電気属性。両腕が赤と青、磁石の両極をイメージさせる二色のソードに変形している。また、ロケット形態に変形して突撃することもできる。モデルはトランプのスペード。
ダイヤ・アイスバーン
「ダイヤの称号」のノイズドカードによってアイスが暴走した姿。氷と雪を操り攻撃する他、巨大な二つの氷塊で攻撃する。氷塊での攻撃時には片足でスピンする。水属性。モデルはトランプのダイヤ。
クラブ・ストロング
「クラブの称号」のノイズドカードによってストロングが暴走した姿。通常のボスではもっとも巨体を誇り、手にした巨大な棍棒からの威力の高いブレイク攻撃を得意とする。木属性。モデルはトランプのクラブ。
ファントム・ブラック
前回より再登場。ハイドとファントム（それぞれ単体では登場せず）が電波変換した姿。ムーの力を失ったため、ノイズの力を得ようとロックマンをつけ狙う。実体がなく、瞬間移動したり、所持しているステッキで攻撃したりとトリッキーな戦術で戦う。無属性。
ウルフ・フォレスト
トランスコード011。尾上とウルフが電波変換した姿。木属性。身長202cm、体重114kg。
スターブドノーズ
優れた嗅覚を持つ鼻。
ルナティックファング
尾上の犬歯が電波変換したもの。
ウルフクロー
両腕の鋭い爪。
ワイルドテイル
尾の部分。感情によって振れ方が変化する。
アサルトスパイク
両足の爪の部分。姿勢を正すことができる。
一作目では、背後にある月にかかっている雲が晴れると凶暴化して戦闘能力が上昇する能力があったが、今作では存在しない。
キグナス・ウィング
トランスコード020。宇田海とキグナスが電波変換した姿。無属性。身長178cm、体重49kg。
ペアレントスワンヘッド
白鳥の頭の形をした頭部のパーツ。このパーツのおかげでシタッパーがキグナス・ウィングが親であると認識できる。
ウェーブ・リジェネレーター
両肘のパーツ。電波エネルギーを吸収する機能を持つ。
キグナスフェザー
背中の翼の部分。ここから羽のカッターが飛び散る。
ダンシングフロートシューズ
両足のパーツ。フロートシューズをはるかに上回る性能を持ち、機動力を高めることができる。
シタッパー
キグナスの部下である白鳥型の電波体。白は攻撃を受けると飛んで逃げてしまうが、黒は飛べないためひたすら敵に突進する。
ムーン・ディザスター
ウォーロックによれば月に存在する電波体や宇宙人の中で最強の戦士とのこと。目立ちたがり屋で最近は歌手活動を始めている。コスモウェーブに突如として現れ、道をふさいでいた。戦闘時は主に飛び跳ねて移動し、三日月型の手裏剣を飛ばしたり、小型の月を叩きつけて攻撃する。無属性。
『月刊コロコロコミック』で行われたボスキャラコンテストのグランプリ作品。
グレイブ・ジョーカー
トランスコード000。バトルウィザード。ジョーカーがジョーカープログラムで流星サーバーにアクセスしたことでファイナライズした姿。戦闘時は主に地面を叩いて柱を出現させ、敵を押し潰して攻撃するほか、瞬間移動しての連続攻撃、腕をロケットランチャーに変形させて誘導ミサイルを乱射、ノイズを極太のレーザーに変えて発射するGメテオレーザーなどの多彩な攻撃を使い分ける。無属性。

### 最終ボス
クリムゾン・ドラゴン
本作の最終ボス。メテオGのコアとミスター・キングが合体して誕生したドラゴンの上半身のような電波体。誕生後に大吾も取り込んだ。ノイズで小型ロケットを作り出して攻撃するほか、首を伸ばしての噛みつき、爪での連続攻撃、コアから放つ無数のスパイク、頭部をミサイルのように連続発射して攻撃するなど、多彩な攻撃で攻める。ダメージが一定量になると頭が2つに分かれ（本体へはこの間のみダメージを与えることができる）、2つに分かれた頭部は破壊することができるが、一定時間が経過すると再生して元の1本の首に戻る。
『流星のロックマン オフィシャルコンプリートワークス』によれば、エグゼシリーズ含めて人間がラスボスとなった初のキャラである。

### EXシナリオにのみ登場
EXシナリオは、最終ボスを倒しエンディングを見た後に進めることができる。
ケフェウス
FM星の王。ロックマンに自分の星を救ってほしいと依頼する。
AMプラネットの三賢者（ペガサス・レオ・ドラゴン）
戦闘はないが、ロックマンと会話をする。
アポロン・フレイム
前作の人類が滅びたもう一つの未来の並行世界にてスバルとウォーロックにデリートされたが、そのデータはブラックホールサーバーに保存され、シリウスによって復活する。表向きはシリウスに服従しているが、秘かに再び世界の支配を狙っている。炎属性。前作では顔グラフィックに瞬きがあったが、今作では瞬きをしなくなっている。
シリウス
ゲームクリア後に出現する。ブラックホールを操る事ができる。ロックマンを自分のコレクションにしようとした。背中の羽（ビットやジェネレーターパーツ等、呼び名は数種類）をカッターにしたり、ビームを発したりする。また、どこかのサーバーに記録されていた電波体を再構築することで「R（リビルド）」として復活させた。

## 舞台
コダマタウン
シリーズを通して登場する、スバル達が住んでいる町。再び小学校へ移動できるようになっている。
コダマ小学校
スバル達が通っている小学校。今作ではコダマ小学校の七不思議がつくられている。
スピカモール
様々な店が並ぶショッピングモール。うまい棒を売っている駄菓子屋がある。スバルたちが参加するはずだったバトルウィザードの大会が開かれた場所であり、ノイズドウィザードが初めて出現した場所でもある。名前の由来はおとめ座のα星スピカ。
オクダマスタジオ
ミソラが出演するドラマの撮影を行っており、人間とウィザードが共同して番組を制作している。巨大なリアルウェーブのステージを出現させる事が出来るプロジェクターがある。モデルは奥多摩。
シーサーアイランド
スバル達が修学旅行として訪れる場所。モデルは沖縄。
WAXAニホン支部
宇宙科学を研究する国際機関「WAXA」と、電波犯罪を取り締まる組織「サテラポリス」の拠点となる重要な場所。
コスモウェーブ
宇宙空間に設置されたウェーブロードで、他の地域や、外宇宙へも移動することが可能。
ノイズ
ノイズによって地上の様々な場所に作られた、真っ暗な電波空間。ハンターVGが入口を検知すると、モザイク状の裂け目のような入口が出現する。ノイズだらけのため通常の電波空間のようにウェーブアウトができず、入口と同じモザイク状の裂け目からしか脱出できない。なお、脱出した際に自動的に電波変換が解除される。
ノイズウェーブ
見た目などは上記のノイズと同じだが、色々な地域と繋がっている広大な電波空間。ウェーブアウトも可能。入口の裂け目の色が上記のノイズと多少異なっている。ディーラーは移動の際、痕跡を残さないためにこの空間を利用している。

## 用語
メテオG
地球に接近している、様々な事件の原因とされる巨大流星。正体はノイズデータが結集した巨大サーバーで、ファイナライズもこのメテオサーバー（流星サーバー）へアクセスすることで可能となる。
ディーラー
電波犯罪組織。ボスはミスター・キング。彼等のメンバーの名称はトランプの札の名前にちなんでいる。
ノイズドカード
ノイズが仕組まれているデータカードであり、ウィザードを暴走させる効力を持つ。ディーラーが所持する。通常の物の他に「スペードの称号」「ダイヤの称号」「クラブの称号」などといった特別なものも存在する。
ノイズ
本作の鍵となる存在で、ウイルスをもたらしたり電脳に障害をもたらす原因。ウィザードからは大量に出ている上にウィザードが暴走すればとてつもない量のノイズ（=クリムゾン）が発生する。
電波空間としてのノイズは#地域名を参照。
クリムゾン
ノイズの赤い結晶だがノイズを一切発生しない。しかし、それは周辺のノイズを吸収しているためであり、吸収しすぎると爆発し、吸収したノイズの数十倍のノイズを放出する。ディーラーが大量に集めている。
エースプログラム
アシッドが所有している、ノイズを自らの力へと変えるプログラム。シドウ曰く「サテラポリスの秘密兵器であり俺の宝物」。「ブラックエース」バージョンにてシドウからスバルに託される。
ジョーカープログラム
ノイズを自らの力へと変えるプログラム。シドウ曰く「サテラポリスが管理していた最凶にして最悪のプログラム」。「レッドジョーカー」バージョンにてシドウからスバルに託される。
リアルウェーブ
マテリアルウェーブが更なる発展を遂げたもの。
実物（地面や樹木、岩など）と同じ形をしたものは、肉眼で見分けがつかないほどの精巧さを誇る。
ハンターVG
今作に登場する新しい携帯端末。バトルカードデータやウィザードの管理、使用が可能な新次世代型電波端末。周囲の電子機器の操作も可能で、エレベーターや乗り物では行き先を指定したり、電波変換したときの電子機器へのアクセスコードの解析も可能。一般には公表されていないが、最初から電波変換機能が搭載されている。なお、その機能はある条件を満たさないと発動しない。
ウィザード(Wizard)
力仕事から計算機能や料理など、それぞれが様々な得意能力を持っているプログラム。実体化（ウィザードオン）して現実世界に現れ、人間の代わりとなってあらゆる役割を果たしてくれる。
バトルウィザード
戦闘に特化したウィザード。ウォーロックはこれに該当している。
オペレーター
ウィザードを管理する人間。
ウィザードアダプター
ウィザードのデータが収められたアダプター。1のナビや2のマテリアルウェーブと同様、一人につき一つということはなく、ハンターVGで好きなウィザードアダプターを差し込んで好きなウィザードを使用することができる。その例は以下の通り。
- コイル - ロケットの電脳にて、磁極を逆転させて磁力による強制移動方向を逆にすることができる。
- オックス - オックスフレイムでとくせつステージの電脳にて、大きな氷を溶かしたり氷の床で凍ってしまったロックマンの解凍をすることができる。
- アシッド - サテラサーチングと言う機能で見えないアイテムをサーチできる。そのアイテムの位置からの距離も認識可能。

トランスコード
電波体の登録番号である3桁の数字。サテラポリスでは電波体がコードナンバー化されて登録されている。ハンターVGの電波変換機能は電波体のコードナンバーを認証することで発動する。
そのため、本作では電波変換するときの台詞は「トランスコードXXX（コード番号）、（変換後の電波体の名前）!」となる。トランスコードを持たない（サテラポリスが電波変換を感知できないため）クインティアやジャックは、前作までと同様「電波変換!（変換者の名前）、オン・エア!」という台詞となる。
レゾン
簡単に言えば「目標」のこと。ブラザーバンドを進化させた新機能。同じレゾンを持つブラザーとチームをつくって目標を達成しようとすることが常識となっている。

## 隠し要素
- ブライはEXシナリオにてZに強化して現れ、EXシナリオをクリア、レゾンカードを使用・共有する事でさらにZZにパワーアップし、流星コントロールの電波に現れる。
- クリアスターをコンプリートした状態でLボタンを押しつつ、ある順番でクリアスターをタッチすると「Σ」ボスが登場するようになる。

## 余談
- 『ロックマンエグゼ5』で、熱斗らが水着に着替える際に使った「パンツやぶり」を、何百年前から伝わる秘技としてスバル達が水着に着替えるのに使っている。
- 今作に登場する「シーサーアイランド」は『ロックマンエグゼ4』に登場した五十嵐ランの出身地である。前作に登場した「八木ケン太」の出身地としても同じ名前が登場している。
- パッケージのロックマンのポーズがそれぞれ、「ブラックエース」は『ロックマンエグゼ6 電脳獣グレイガ』・「レッドジョーカー」は『ロックマンエグゼ6 電脳獣ファルザー』と対応しているが、ディレクターの安間がTwitterにてファンからの質問に答える形で「意図的なデザイン」を否定した[11]。

## コラボレーション
- うまい棒 - 作中でオリジナル「流星のうまい棒」が登場（未商品化）。また暁シドウがよく口にしている。
- KCB - 本作のCMソング（イメージソング）「stellar」を提供。
- 髭男爵 - 漫才コンビ。本作の広告活動に協力。

## 漫画版
月刊コロコロコミックにて2008年12月と2009年1月号に前後編で短期連載された。作者は『漫画版ロックマンエグゼ』を執筆した鷹岬諒。作中においてノイズチェンジはキグナスノイズを、ファイナライズはブラックエースを使用している。